# Symbolschreibweise
Im Periodensystem der Elemente (PSE) werden alle Elemente mit Kürzeln, den Elementsymbolen, angegeben; so zum Beispiel steht für Natrium das Symbol Na, für Kohlenstoff C (vom lateinischen Wort carboneum) oder für Sauerstoff O (lateinisch oxygenium). Die Symbole leiten sich entweder von den alten lateinischen bzw.  griechischen  oder, bei den neueren Elementen, von den englischen Namen ab. Teilweise werden sie auch nach den Entdeckungsorten und berühmten Persönlichkeiten, meist Chemikern oder Physikern, benannt.
Besteht ein Symbol aus zwei Buchstaben, so wird immer der erste Buchstabe groß und der zweite Buchstabe klein geschrieben; deswegen ist genau auf die Groß- und Kleinschreibung zu achten.
Beispiele für die Groß- und Klein-Schreibung von Elementsymbolen
- Co steht für das Element Cobalt.
- CO steht für die Verbindung Kohlenstoffmonoxid aus den Elementen Kohlenstoff (C) und Sauerstoff (O).
- CoO steht für die Verbindung Cobalt(II)-oxid aus den Elementen Cobalt (Co) und Sauerstoff (O).

Elementsymbole mit mehr als zwei Buchstaben gibt es bei endgültig benannten Elementen nicht.

## Verbindungen in Symbolschreibweise
Diese Elementsymbole werden benutzt, um Verbindungen von Atomen auszudrücken. Dazu werden die Symbole aller in der Verbindung enthaltenen Elemente und deren Anzahl angegeben.
Die Anzahl der einzelnen Atome wird durch einen Index (kleine, tiefergestellte Zahl hinter dem Symbol) angegeben. Die Zahl „1“ als Index wird fast immer weggelassen.
Beispiele für die Symbolschreibweise wichtiger Verbindungen:
| Wasser             | = | H2O  | … besteht aus 2 Wasserstoffatomen und 1 Sauerstoffatom                    |
| Kohlenstoffmonoxid | = | CO   | … besteht aus 1 Kohlenstoffatom und 1 Sauerstoffatom                      |
| Kohlenstoffdioxid  | = | CO2  | … besteht aus 1 Kohlenstoffatom und 2 Sauerstoffatomen                    |
| Ammoniak           | = | NH3  | … besteht aus 1 Stickstoffatom und 3 Wasserstoffatomen                    |
| Wasserstoffperoxid | = | H2O2 | … besteht aus 2 Wasserstoffatomen und 2 Sauerstoffatomen                  |
| Natriumchlorid     | = | NaCl | … ist ein Ionengitter, bei dem auf 1 Natrium-Kation 1 Chlorid-Anion kommt |

Man liest die Symbolschreibweise vor, indem man die einzelnen Buchstaben und die Zahlen nacheinander ausspricht:
- H2O = H-2-O (Hah-Zwei-Oh)
- CO2 = C-O-2 (Ceh-Oh-Zwei)
- Fe2O3 = Fe-2-O-3 (Ef-Eh-Zwei-Oh-Drei)

Die Reihenfolge der Elementsymbole in den Formeln der Verbindungen richtet sich nach der Stellung im Periodensystem: Das Elementsymbol, das weiter links steht, ist das Erstgenannte, sobald Elementsymbole untereinander stehen, wird das untere zuerst genannt.
Ausnahmen gibt es beim Wasserstoff, wenn er sich mit Stickstoff oder Kohlenstoff verbindet.
Beispiele, bei denen Wasserstoff hinten steht:
- NH3 = Ammoniak
- CH4 = Methan

### Benennung von Verbindungen
Neben den sogenannten Trivialnamen, unter denen viele Verbindungen bekannt sind (siehe Beispiele oben), gibt es auch eine systematische Benennung, die Nomenklatur von Verbindungen, die sich aus der Symbolschreibweise ergibt.
Die systematische Benennung von Verbindungen ergibt sich aus den Namen der beteiligten Elementen, unter Verwendung von Zahlwörtern. Sie heißen der Reihe nach: Mono-, Di-, Tri-, Tetra-, Penta-, Hexa-, Hepta-, Okta-, Nona-, Deka-, und so weiter. So heißt As2O5 beispielsweise in Worten Diarsenpent(a)oxid.
Das Element, das hinten steht, wird oft – vor allem bei Verbindungen, die nur aus zwei Elementen bestehen – mit der Endung -id angegeben; teilweise unter Verwendung des lat./griech. Namens.
Beispiele für Endungen:
- -oxid = Verbindung mit Sauerstoff (von lat. Oxygenium)
- -sulfid = Verbindung mit Schwefel (von lat. Sulfur)
- -carbid = Verbindung mit Kohlenstoff (von lat. Carboneum)
- -hydrid = Verbindung mit Wasserstoff (von lat. Hydrogenium)
- -fluorid = Verbindung mit Fluor
- -chlorid = Verbindung mit Chlor
- -iodid = Verbindung mit Iod
- -nitrid= Verbindung mit Stickstoff

Verbindungen mit drei oder mehr Elementen haben meist Trivialnamen.
Beispiele für systematische Benennungen:
| Fe2O3 | Dieisentrioxid                                 |
| CO    | (Mono)Kohlenstoffmon(o)oxid                    |
| AlCl3 | Aluminiumtrichlorid                            |
| H2O   | Dihydrogenmonoxid (Chemischer Name für Wasser) |

### Mehrere Teilchen
Hat man mehrere Teilchen einer Verbindung, so kann man dies auch mit der Symbolschreibweise schreiben, indem man vor die Formel eine Zahl (den sogenannten Koeffizienten) schreibt.
Zum Beispiel bedeutet 4 H2O, dass sich die „4“ auf die ganze Verbindung bezieht; das heißt, 4 Wassermoleküle enthalten 8 Wasserstoffatome (4 · 2) und 4 (4 · 1) Sauerstoffatome.
Auch hier liest man die Symbolschreibweise vor, indem man die einzelnen Buchstaben und die Zahlen nacheinander ausspricht:
4 H2O = 4 H-2-O (Vier-Hah-Zwei-Oh)

### Arten von Verbindungen
Je nach Art der Verbindung kann die Symbolschreibweise einer Verbindung verschiedene Bedeutungen haben:
1. Bei der Symbolschreibweise H2O von Wasser wird die Zusammensetzung der kleinsten Teilchen des Wassers beschrieben. Diese kleinsten Teilchen bezeichnet man auch als Moleküle. Die Schreibweise von Molekülen mit Hilfe der Elementsymbole bezeichnet man auch als Summenformel.
2. Bei vielen Verbindungen, den sogenannten Salzen, gibt die Formel dagegen nicht die Zusammensetzung eines Moleküls an. Die Formel NaCl bezeichnet das Verhältnis, mit dem die Natrium-Kationen und Chlor-Anionen im Natriumchlorid (Speisesalz) vorliegen. Hier ist das Verhältnis 1 zu 1, das heißt auf jedes Natrium-Kation kommt ein Chlor-Anion. Die Formel von Salzen ist deshalb eine Verhältnisformel. Zur Abgrenzung von Molekülen, kann man auch geschweifte Klammern verwenden, also {NaCl}.

Anderes Beispiel für Verhältnisformeln: FeS2 oder {FeS2} … auf ein Eisen-Atom kommen jeweils 2 Schwefel-Atome.

## Reaktionsgleichungen in Symbolschreibweise
Symbole werden auch benutzt, um Reaktionsgleichungen aufzustellen. Reaktionsgleichungen beschreiben chemische Vorgänge, die man beispielsweise in der Natur beobachtet oder absichtlich im Labor herbeiführt.
Im folgenden Beispiel wird die Verbrennung von Ethanol (Alkohol) mit Sauerstoff zu Kohlendioxid und Wasser beschrieben:
Statt der Wortgleichung:
Ethanol + Sauerstoff → Kohlenstoffdioxid + Wasser
schreibt man in Symbolschreibweise:
{\displaystyle \mathrm {C} _{2}\mathrm {H} _{5}\mathrm {OH} +\mathrm {O} _{2}\quad \rightarrow \quad \mathrm {CO} _{2}+\mathrm {H} _{2}\mathrm {O} }
Allerdings liefert eine Reaktionsgleichung nicht nur qualitative Informationen über die Reaktion. Auch quantitative (wie viel?) Informationen sind enthalten. Da das Gesetz von der Erhaltung der Masse gilt, muss die Masse der Ausgangsstoffe gleich der Masse der Endprodukte sein.
Diese Gleichheit ist hier noch nicht vorhanden, was man daran erkennt, dass die Anzahl der Atome jedes beteiligten Elementes auf beiden Seiten der Reaktionsgleichung nicht übereinstimmen.
| {\displaystyle \mathrm {C} _{2}\mathrm {H} _{5}\mathrm {OH} +\mathrm {O} _{2}\quad } | {\displaystyle \quad \rightarrow } | {\displaystyle \quad \mathrm {CO} _{2}+\mathrm {H} _{2}\mathrm {O} } |
| C: 2, H: 5 + 1, O: 1 + 2                                                             |                                    | C: 1; H: 2, O: 2 + 1                                                 |
Nach Ausgleichen der Reaktionsgleichung, mit Hilfe von stöchiometrischen Faktoren (oder auch Koeffizienten), lautet es dann:
{\displaystyle \mathrm {\ C_{2}H_{5}OH+\ 3\ O_{2}\longrightarrow \ 2\ CO_{2}+\ 3\ H_{2}O} }
Die Zahlen, die in den Formeln (zum Beispiel H2O) tiefgestellt vorkommen, nennt man Indexzahlen. Diese beziehen sich auf das chemische Element davor und geben an, wie viele Atome davon in dem Molekül vorhanden sind. Ist die Formel eines Stoffes bekannt oder aufgestellt worden, so darf man diese Zahlen nicht mehr ändern, denn andere Zahlen würden neue Stoffe angeben.
Die Zahlen, die im Formelschema vor den chemischen Formeln vorkommen, nennt man Koeffizienten. Diese geben die Anzahl der Moleküle des jeweiligen Stoffes an
und dürfen für die Ausgleichsrechnung verändert werden.

### Prinzipien der stöchiometrischen Ausgleichsrechnung (mathematisch)
Komplexe Ausgleichsrechnungen lassen sich mit Hilfe von Gleichungssystemen lösen.
Zum Beispiel anhand dieser Gleichung:
{\displaystyle \mathrm {C_{6}H_{6}O+H_{2}O_{2}\ \to \ H_{2}O+CO_{2}} }
Dabei vergibt man für jedes Edukt und Produkt eine andere Variable, so dass die Reaktionsgleichung wie folgt aussieht.
{\displaystyle x_{1}\,\mathrm {C_{6}H_{6}O} +x_{2}\,\mathrm {H_{2}O_{2}} =x_{3}\,\mathrm {H_{2}O} +x_{4}\,\mathrm {CO_{2}} }
Nun stellt man für jedes Element eine Bilanzgleichung (auch Summen- oder Bruttogleichung genannt) auf. Dazu multipliziert man für jedes Element die einzeln Koeffizienten mit der Anzahl des Elements im jeweiligen Molekül und summiert die Terme. Die Summe der Edukte und Produkte wird gleichgesetzt. Angewendet auf jedes Element ergibt sich folgendes Gleichungssystem:
{\displaystyle 6\ x_{1}=x_{4}}
{\displaystyle x_{1}+2\ x_{2}=x_{3}+2\ x_{4}}
{\displaystyle 6\ x_{1}+2x_{2}=2\ x_{3}}
Vier Unbekannte und drei Gleichungen lassen sich nicht eindeutig lösen. Es gibt jedoch zwei Nebenbedingungen, die es erlauben das Gleichungssystem eindeutig zu lösen: 1. Die Lösungsmenge ist für alle gesuchten Koeffizienten die Menge der natürlichen ganzen Zahlen. Das ergibt sich aus der Tatsache, dass die Welt aus Atomen besteht. 2. Es ist der kleinste Satz dieser Koeffizienten gesucht. D. h. Wenn alle Koeffizienten durch eine ganze Zahl teilbar sind, muss diese Teilung auch vorgenommen werden. Durch diese Nebenbedingungen ist es möglich eine Variable vorläufig festzulegen. Wobei es generell günstig ist sie mit 1 festzulegen und wenn sich gebrochene Zahlen ergeben, denn ganzen Satz aller Koeffizienten mit dem Nenner zu multiplizieren. Wird eine größere Zahl genommen, dann muss geprüft werden, ob die ergebende Lösung der Satz kleinster Zahlen ist. Bei {\displaystyle x_{1}=1} ergibt sich folgende Lösung:
{\displaystyle x_{1}=1}
{\displaystyle x_{4}=6}
{\displaystyle x_{3}=17}
{\displaystyle x_{2}=14}
Das Ergebnis lautet nun:
{\displaystyle \mathrm {C_{6}H_{6}O} +14\,\mathrm {H_{2}O_{2}} =17\,\mathrm {H_{2}O} +6\,\mathrm {CO_{2}} }

## Was man auch wissen muss
Neben den Formeln von wichtigen Verbindungen (wie Wasser) muss man auch Folgendes wissen:

Viele Gase (außer den Edelgasen) bestehen im elementaren Zustand (also als Elemente) nicht aus einzelnen Atomen, sondern aus Molekülen mit zwei Atomen, wie z. B. O2, N2, Cl2, F2. Als Regel kann man sagen, dass alle bei Normbedingungen gasförmigen Elemente außer den Edelgasen als zweiatomige Moleküle vorliegen. Auch zweiatomig sind die Halogene, also die Elemente der 7. Hauptgruppe (Fluor, Chlor, Brom, Iod).
Wichtig ist auch, ob eine Zahl davor steht (stöchiometrischer Koeffizient) oder unten (als Index) verwendet wird:
| 2 Cl  | = | 2 einzelne Chloratome |
| Cl2   | = | 1 Teilchen, das aus 2 Chloratomen zusammengesetzt ist                                                                          |
| CO2   | = | 1 Teilchen (Molekül), das aus 1 Kohlenstoffatom und 2 Sauerstoffatomen besteht                                                 |
| 2 CO  | = | 2 Teilchen, die jeweils aus 1 Kohlenstoffatom und 1 Sauerstoffatom bestehen                                                    |
| 3 CO2 | = | 3 Teilchen, die jeweils aus 1 Kohlenstoffatom und 2 Sauerstoffatomen bestehen; es sind also 3 C-Atome und 6 O-Atome enthalten. |

## Geschichte
Bereits die Alchemie in Antike und Mittelalter arbeitete mit Symbolen bzw. Zeichen. Die Symbole für die chemischen Elemente wurden 1813/1814 von dem schwedischen Chemiker Jöns Jakob Berzelius (1779–1848) eingeführt.